# 해광
해광(解光, ? ~ ?)은 전한 말기의 관료이다. 경전과 재이(災異)를 예측하는 데에 밝아 애제의 총애를 받았다.

## 행적
성제 때 위서 《천관력》(天官曆)·《포원태평경》(包元太平經)을 쓴 감충가는 제자로 하하량(夏賀良)·정광세(丁廣世)·곽창(郭昌)을 두었다. 사례교위 해광은 이들을 애제에게 천거하였는데, 봉거도위(奉車都尉) 유흠은 하하량 등이 익힌 역법이 《오경》에 부합하지 않는다며 반발하였다. 이때 장안령이었던 곽창은 황문시랑(黃門侍郞) 이심에게 청탁하여 하하량과 정광세를 돕게 하였다.
한편 애제는 오랫동안 몸져 누워있었는데, 하하량 등은 연호를 새로이 제정하면 병이 낫고 나라가 평안해질 것이라고 주장하였다. 애제는 하하량 등의 말대로 태초원장이라고 개원하는 한편, 자신을 진성유태평황제(陳聖劉太平皇帝)라고 칭하였다. 그러나 한 달이 지나도록 병세는 차도를 보이지 않았다.
하하량 등은 정사를 농단하였다. 대신들이 반발하자 하하량 등은 그들이 천명을 모른다며 승상과 어사대부를 내쫓고 해광과 이심이 정사를 돌보아야 한다고 주장하였다. 결국 애제는 조서를 내려 하하량 등은 물론 해광과 이심까지 모두 잡아들였고, 광록훈 평당·광록대부 둔막여·어사중승·정위 양상으로 하여금 사건을 처리하게 하였다. 곧 하하량 등은 주살되었고, 해광과 이심은 사형에서 한 등급 감면되어 돈황으로 유배되었다.

## 출전
- 반고, 《한서》 권75 수양하후경익이전